# Michel Poffet
Michel Poffet (24 agosto 1957) è un ex schermidore svizzero, vincitore di una medaglia di bronzo nella scherma ai giochi olimpici.